# Павлосюв (гміна)
Гміна Павлосюв (пол. Gmina Pawłosiów) — сільська гміна у східній Польщі. Належить до Ярославського повіту Підкарпатського воєводства.
Станом на 31 грудня 2011 у гміні проживало 8343 особи.

## Площа
Згідно з даними за 2007 рік площа гміни становила 47.49 км², у тому числі:
- орні землі: 81.00%
- ліси: 9.00%

Таким чином, площа гміни становить 4.61% площі повіту.

## Населення
Станом на 31 грудня 2011:
| Опис     | Загалом | Загалом | Чоловіки | Чоловіки | Жінки | Жінки |
| -------- | ------- | ------- | -------- | -------- | ----- | ----- |
| одиниця  | осіб    | %       | осіб     | %        | осіб  | %     |
| все      | 8343    | 100     | 4138     | 49.60    | 4205  | 50.40 |
| міське   | 0       | 100     | 0        |          | 0     |       |
| сільське | 8343    | 100     | 4138     | 49.60    | 4205  | 50.40 |

## Солтиства
- Цішацін Малий (пол. Cieszacin Mały),
- Цішацін Великий (пол. Cieszacin Wielki),
- Кидаловичі (пол. Kidałowice)
- Малениська (пол. Maleniska)
- Ожанськ (пол. Ożańsk),
- Павлосів (пол. Pawłosiów),
- Щитна (пол. Szczytna),
- Тивонія (пол. Tywonia),
- Вербна (пол. Wierzbna),
- Видна Гора (пол. Widna Góra).

## Історія
Об'єднана сільська гміна Ярослав утворена в Ярославському повіті 1 серпня 1934 року з дотогочасних гмін сіл:
- Цішацін Малий (пол. Cieszacin Mały),
- Цішацін Великий (пол. Cieszacin Wielki),
- Кругель Павлосівський (пол. Kruhel Pawłosiowski),
- Ожанськ (пол. Ożańsk),
- Павлосів (пол. Pawłosiów),
- Полкіни (пол. Pełkinie),
- Щитна (пол. Szczytna),
- Тивонія (пол. Tywonia),
- Вербна (пол. Wierzbna),
- Воля Бухівська (пол. Wola Buchowska)
- Вілька Полкинська (пол. Wola Pełkińska).

## Сусідні гміни
Гміна Павлосюв межує з такими гмінами: Зажече, Переворськ, Розьвениця, Хлопіце, Ярослав, Ярослав.